# Familien Swedenhielm
Familien Swedenhielm er en dansk film fra 1947, instrueret af Lau Lauritzen jun. Leck Fischer skrev manuskriptet efter Hjalmar Bergmans skuespil Swedenhielms (1923). Dette har været opført også på Det kongelige Teater – delvis med de samme rollehavende som i filmen.
Blandt de medvirkende kan nævnes:
- Poul Reumert
- Ebbe Rode
- Beatrice Bonnesen
- Maria Garland
- Ib Schønberg
- Mogens Wieth
- Lily Weiding
- Preben Neergaard
- Per Buckhøj
- Henry Nielsen
- Mogens Brandt
- Ejner Federspiel
- Else Jarlbak